# Bulbophyllum dolichoblepharon
Bulbophyllum dolichoblepharon är en orkidéart som först beskrevs av Rudolf Schlechter, och fick sitt nu gällande namn av Johannes Jacobus Smith. Bulbophyllum dolichoblepharon ingår i släktet Bulbophyllum och familjen orkidéer. Inga underarter finns listade i Catalogue of Life.